# Honda RC181
Die Honda RC181 ist ein Rennmotorrad des japanischen Motorradherstellers Honda, das 1966 und 1967 bei der Motorrad-Weltmeisterschaft eingesetzt wurde.

## Geschichte und Technik
Nachdem Honda bereits 1961 die Klassen bis 125 cm³ und 250 cm³ gewinnen konnte, folgte 1962 die Klasse bis 350 cm³ Hubraum und 1965 die Klasse bis 50 cm³. Was dem „Giganten der Grand-Prix Szene“ (innerhalb von fünf Jahren elf Weltmeistertitel) fehlte, war der Gewinn der Klasse bis 500 cm³ Hubraum. Honda verpflichtete den besten Fahrer der damaligen Zeit, Mike Hailwood, um die Königsklasse zu gewinnen. Hailwood gewann zwar einige Rennen, in denen er die Honda RC181 fuhr (insbesondere die prestigeträchtige Isle-of-Man-TT 1966 und 1967), dennoch wurde er 1966 und 1967 jeweils nur Zweiter der Fahrerweltmeisterschaft hinter dem jungen Giacomo Agostini auf MV Agusta 500 Dreizylinder. Ende 1967 zog sich Honda von der Weltmeisterschaft zurück.
Die Gründe für das Scheitern werden in der „miserablen Straßenlage“ der Honda gesehen, die Hailwood nur durch „hohen persönlichen Einsatz und Risiko“ zeitweise ausgleichen konnte. Warum Honda das konventionelle Fahrwerk nicht verbesserte, blieb ungeklärt. Dennoch errang Honda mit der RC181 1966 die Konstrukteurswertung auch durch die beiden Siege des zweiten Fahrers Jim Redman.